# جون إي ماكول
جون إي ماكول (بالإنجليزية: John E. McCall)‏ (و. 1859 – 1920 م)هو سياسي، ومحامي، وقاضي من الولايات المتحدة الأمريكية . ولد في كلاركسبورغ .تولى منصب عضو مجلس النواب تينيسي .
وهو عضو في الحزب الجمهوري .
توفي في هانتينغدون .

## التعليم
تعلم في جامعة تينيسي.